# Барнаба ди Гоано
Барнаба ди Гоано (итал. Barnaba Guano; 1370, Леванто — 1454, Генуя) — дож Генуэзской республики.

## Биография
Также упоминается в трудах как Барнабо Гуано или Барнаба Гуано. Профессиональный юрист, занимал должность старшего члена муниципалитета Генуи и посла Республики.

## Правление
Барнаба пришел к власти в республике 29 марта 1415 года после короткого правления двух приоров: Томмазо ди Кампофрегозо (будущего дожа) и Якопо Джустиниани. Для его избрания были применены правила новой республиканской конституции Генуи, утверждённые во время догата Джоржо Адорно.
Его избрание было обусловлено его авторитетом и ролью в примирении благородных семей Генуи во время гражданской войны, которая опустошала столицу в 1414—1415 годах. В частности, именно его на встрече с населением в соборе Сан-Лоренцо громко приветствовали как архитектора наступившего мира и спокойствия. По мнению некоторых историков, Гоано имел доброжелательный характер, спокойно и мудро вел переговоры, но был настойчив и убедителен в дискуссиях.

## Падение
Авторитет Гоано был серьезно подорван в связи с событиями на небольшой вилле под названием «Медведи» («Orsi»). Там вспыхнуло крестьянское восстание, и дож послал капитана гвардии Грегорио Гоано для его прекращения, но с инструкциями не применять силу. Однако переговоры провалились, и во вспыхнувшей схватке было убило три человека, а сам Грегорио пленен. Тогда дож был вынужден отправить на подавление восстания Томмазо ди Кампофрегозо во главе вооруженного отряда. Отъезд Томмазо вызвал интриги придворных, которые стали внушать Гоано опасения, что он использует эти войска для захвата власти в союзе с Джоржо Адорно, однако дож им не поддался. В свою очередь Кампофрегозо и Адорно на вилле в Кариньяно встретились и обсудили дошедшую до них информацию о недоверии со стороны дожа. По данным хронистов, на этой встрече они назвали Гоано «неблагодарным человеком», так как именно поддержка семей Фрегозо и Адорно обеспечила дожу его избрание. Фактически был составлен до того не существовавший заговор против Гоано. Не веривший в реальность заговора Гоано, узнав о возвращении Кампофрегозо в Геную, пригласил его в Палаццо Дукале, но тот, опасаясь ареста, убедил дожа посетить его в деревне Сент-Томас. Гоано покинул дворец, но в деревне обнаружил лишь охрану Кампофрегозо, а сам Томмазо в это время собрал свои силы и толпу на площади перед дворцом. В ходе стычки сторонники Фрегозо оттеснили охрану дворца, и прибывший Гоано был вынужден отказаться от должности 3 июля 1415 года.
Он умер в Генуе в период около 1454 года и был похоронен в церкви Сант-Агостино.